# Ford Granada
El Ford Granada es un automóvil de turismo del segmento E fabricado por Ford Europa entre 1972 y 1985. 
La primera generación se fabricó entre 1972 y 1976 en la fábrica de Ford en la ciudad alemana de Colonia y en la de Dagenham en Inglaterra. En 1976 toda la producción se trasladó a Alemania. La versión original fue sustituida en 1977 por una segunda generación que se fabricó hasta 1985. El modelo que sucedió al Granada pasó a llamarse Ford Scorpio en la mayoría de mercados europeos, aunque siguió recibiendo la denominación Granada en el Reino Unido entre 1985 y 1994.

## Primera generación  (1972–1977)
Presentado en marzo de 1972, el Ford Granada sucedió al modelo Zephyr británico y a la serie P7 alemana en la oferta de Ford para el segmento E en Europa. Los modelos inferiores de la gama se denominaron inicialmente Ford Consul, posiblemente debido a una demanda de Granada Group, un importante grupo empresarial británico de la época. Sin embargo, la solicitud de requerimiento judicial fue recurrida y no prosperó, de modo que Ford pudo registrar la denominación Granada como marca y todos los modelos fueron llamados así a partir de 1975. Muy pronto se popularizó el uso de este modelo como taxi, vehículo de flota y coches patrulla. También se empleó como base para limusinas y coches fúnebres por parte de las compañías Coleman Milne y Woodall Nicholson. La oferta incluía limusinas tradicionales de cuatro puertas (en versiones corta y larga) junto con una inusual “limusina coupé”, también de cuatro puertas, de la que sólo se fabricaron 12 unidades, así como coches fúnebres en versiones de dos o cuatro puertas.
La mecánica del Granada europeo seguía las convenciones de Ford: la gama inicial utilizaba el motor Ford Essex V4 de dos litros y el V6 Essex con cilindradas de 2.5 y 3.0. Los modelos alemanes empleaban el motor V4 del Ford Taunus en versión 1.7, o el V6 3.0 Essex, o bien, más frecuentemente, el V6 denominado “Colonia” con cilindradas de 2.0, 2.3 o 2.6.
El V4 fue sustituido más adelante por el motor Pinto. La configuración mecánica general correspondía a la de sus predecesores, los Ford Zephyr y Zodiac, con la utilización de una suspensión trasera independiente con muelles, aunque los amortiguadores McPherson delanteros fueron sustituidos por trapecios dobles, empleados por primera vez 18 meses antes en los TC Cortina y Taunus, que eran modelos más pequeños. Por otro lado, el Granada (como los Ford 17M/20M/26M) iba equipado con frenos de tambor traseros, no de disco como los del Ford Zephyr o el Zodiac.
Las carrocerías disponibles eran un sedán de cuatro puertas, un familiar de cinco (Turnier) y un coupé fastback de dos puertas. Los primeros cupés (1972-73) tenían un estampado ligeramente distinto, con una forma que recordaba más a la de una botella de Coca-Cola. En 1974 se modificó el diseño del coupé y se le dotó de líneas más rectas. En mayo de 1973 se incorporó a la gama un sedán de dos puertas y se redujo en 415 marcos el precio anunciado en Alemania para el modelo de acceso. Esta versión sedán de dos puertas nunca se fabricó ni se comercializó oficialmente en el Reino Unido. Una versión modificada del coupé se vendió en el Reino Unido asociada exclusivamente al acabado Ghia, mientras que en el resto de países se vendió en todos los acabados y motorizaciones disponibles. Esto constituía la situación inversa a la que se daba con el TC Cortina y el Taunus, cuyas versiones británicas tenían el diseño en forma de botella de Coca-Cola.

En Sudáfrica se ofreció el Granada Perana V8, fabricado por Basil Green Motors y distribuido por los concesionarios Ford, con el motor V8 4.9 Windsor de 252 CV (188 kW) y 405 Nm a 2.600 rpm.

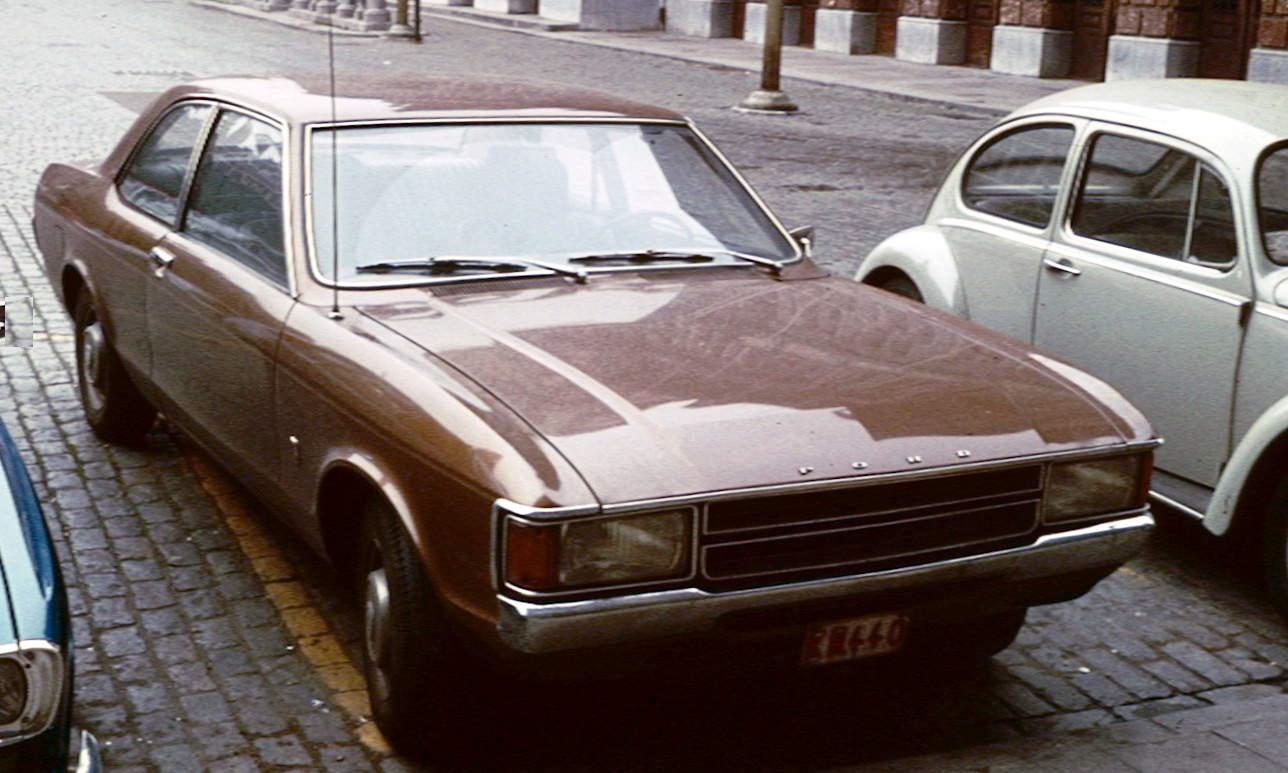
Ford Consul sedán de dos puertas
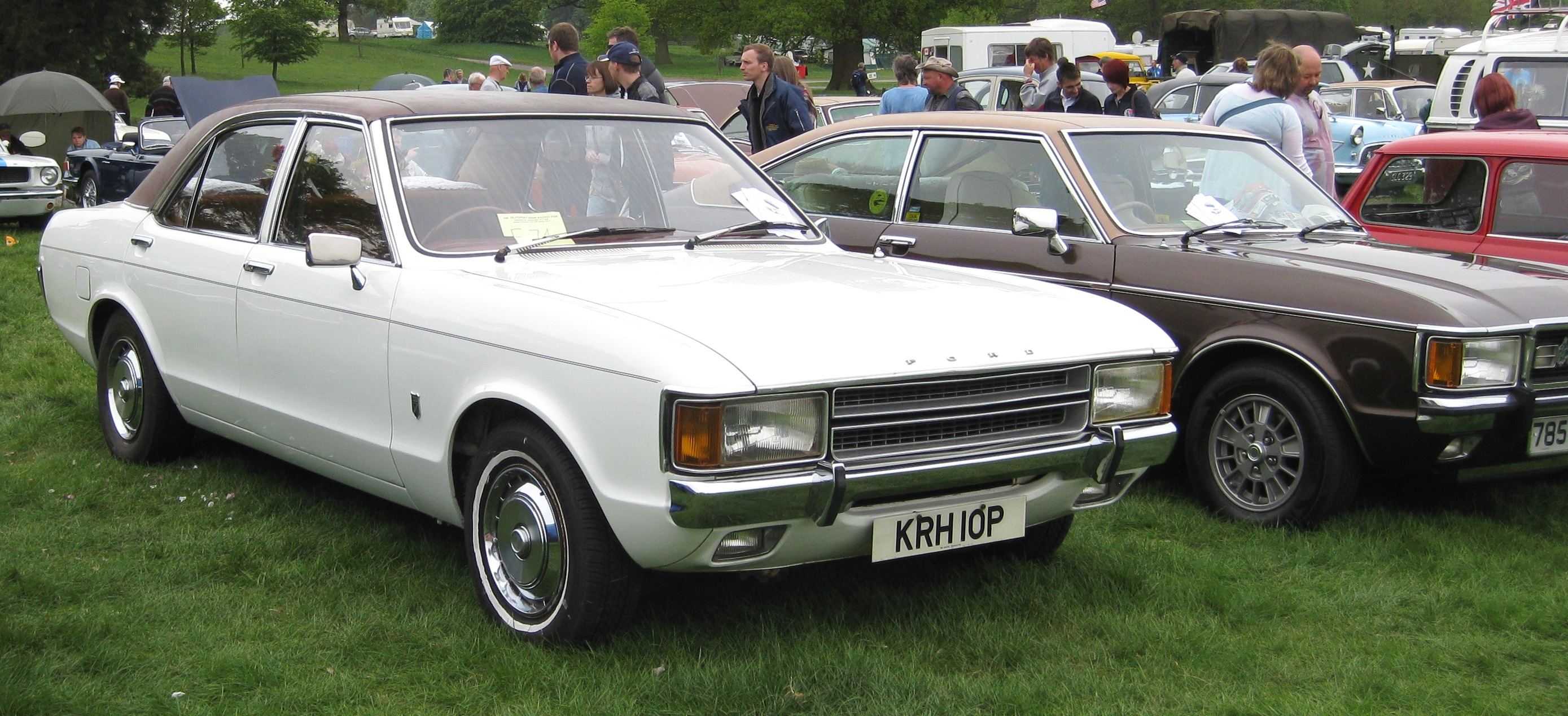
Ford Consul sedán de cuatro puertas
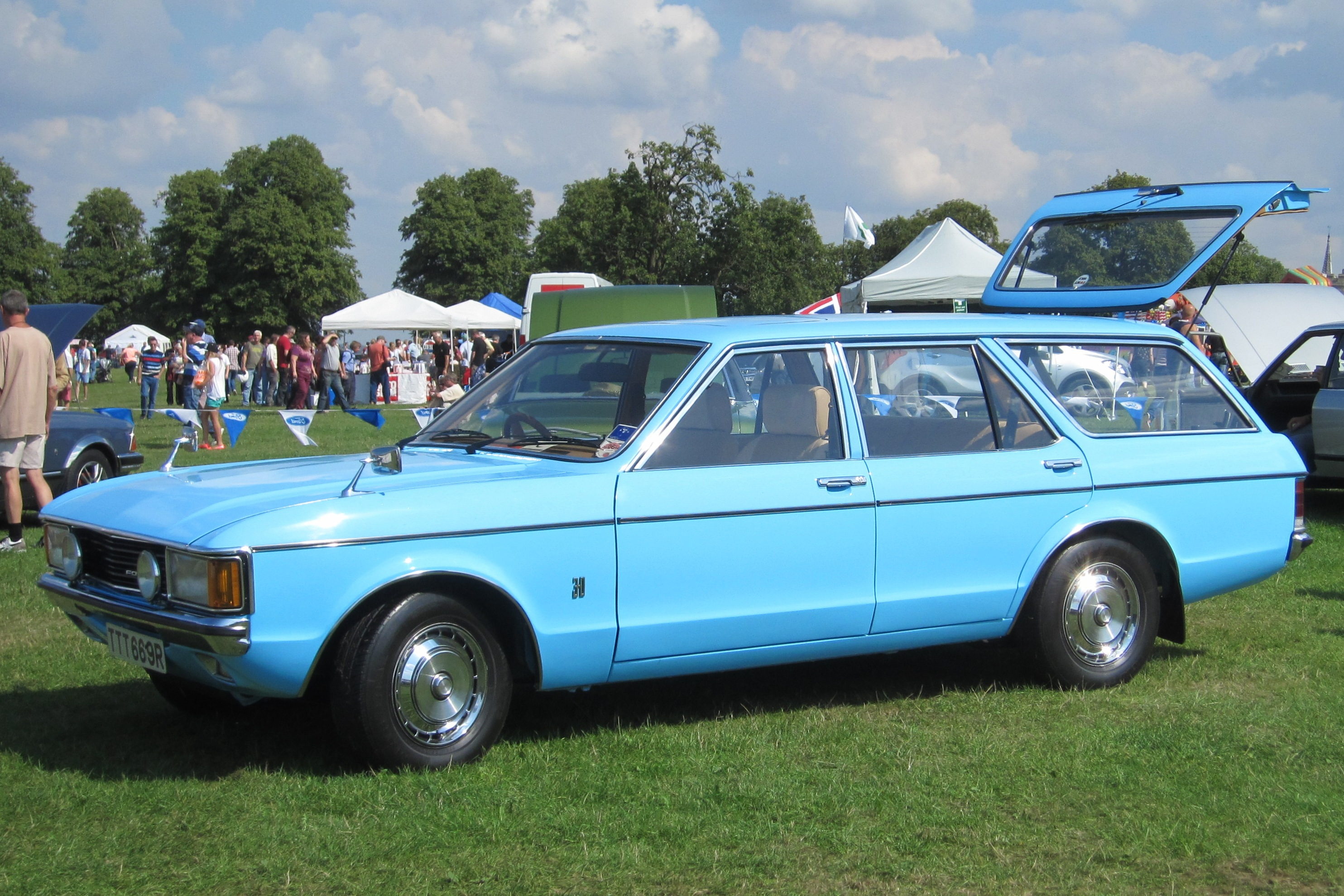
Ford Granada I familiar
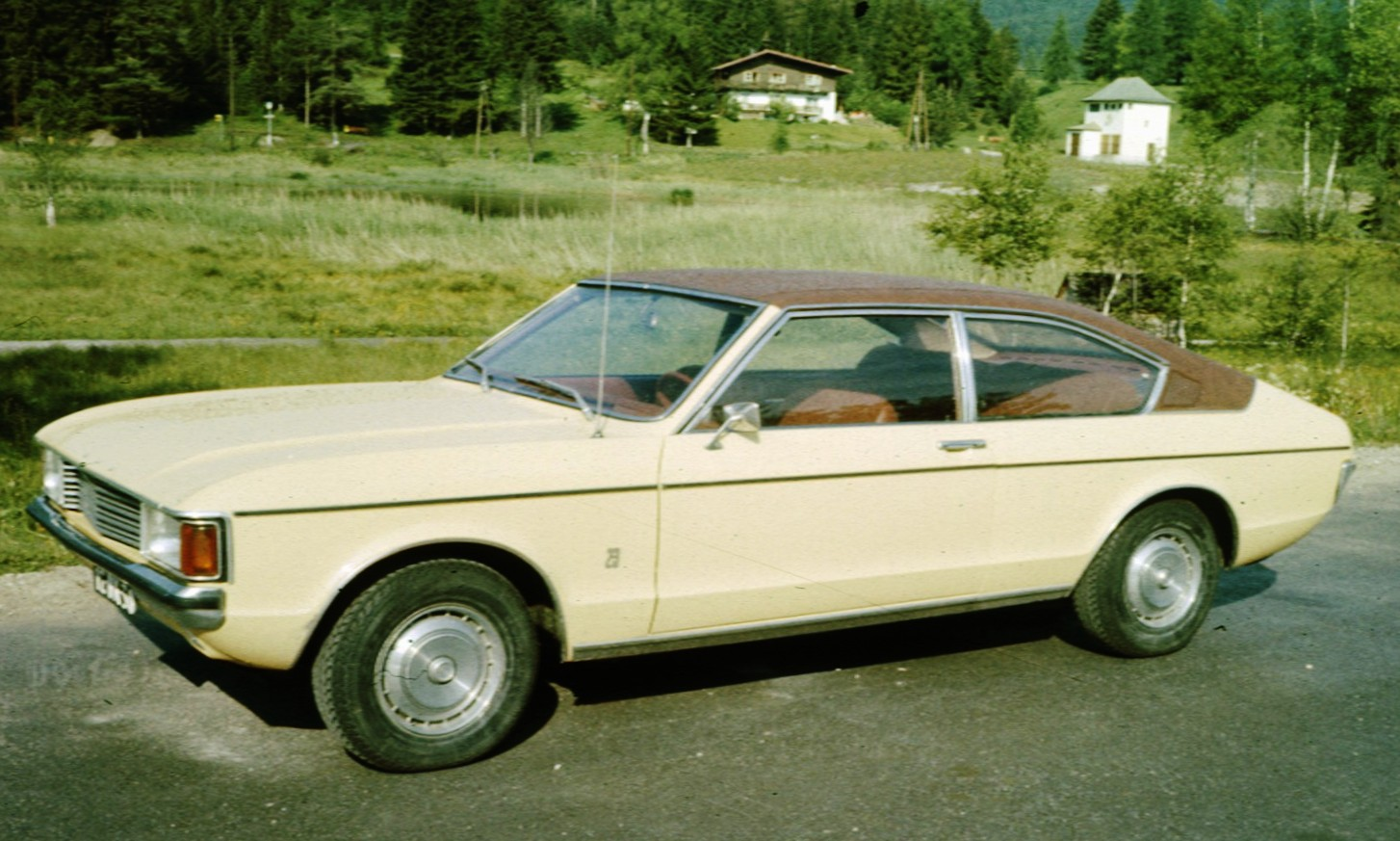
Ford Granada I Coupé, versión posterior

## Segunda generación (1977–1985)
El Granada ’78, de diseño cuadrado y rectilíneo, apareció en agosto de 1977 y fue fabricado hasta abril de 1985, tras un ligero rediseño en 1982 que incluyó mejoras en el nivel de ruidos y vibraciones de la mecánica. Se trataba de una evolución del modelo anterior, de modo que las principales diferencias consistían en la sustitución del motor “Essex” (que nunca se ofreció en los Granada fabricados en Colonia) por el más moderno V6 “Colonia” en versiones 2.0, 2.3 y 2.8, así como la incorporación de elementos como el aire acondicionado y, en las versiones superiores equipadas con el motor 2.8, sistemas de inyección de combustible. Fuera del Reino Unido se ofreció inicialmente un 1.7 V4. La producción del Granada en el Reino Unido se había abandonado discretamente “por algún tiempo” cuando se lanzó el nuevo modelo, de modo que los Granada de segunda generación vendidos en el Reino Unido eran importados de Alemania.  Dentro de Ford, los motores “Colonia” en versiones 1.7, 2.0, 2.3 y 2.8 fueron los últimos derivados de la gama de motores “V-Taunus”.

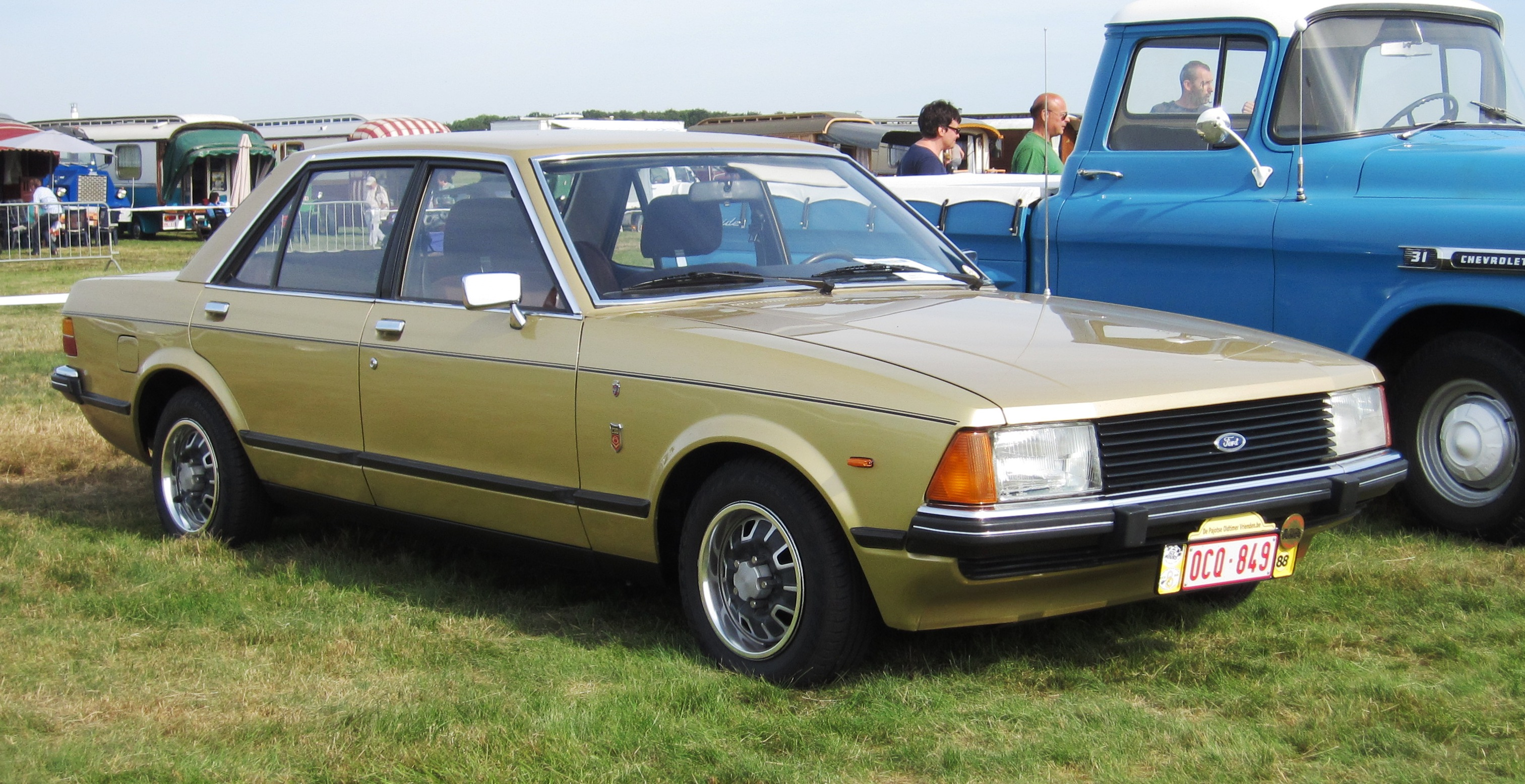
Aunque la mayoría de los Granada de segunda generación que han llegado hasta nuestros días luce la parrilla pintada del color de la carrocería, correspondiente al rediseño de 1981, los primeros modelos montaban una sencilla parrilla de color negro independientemente del color del coche.

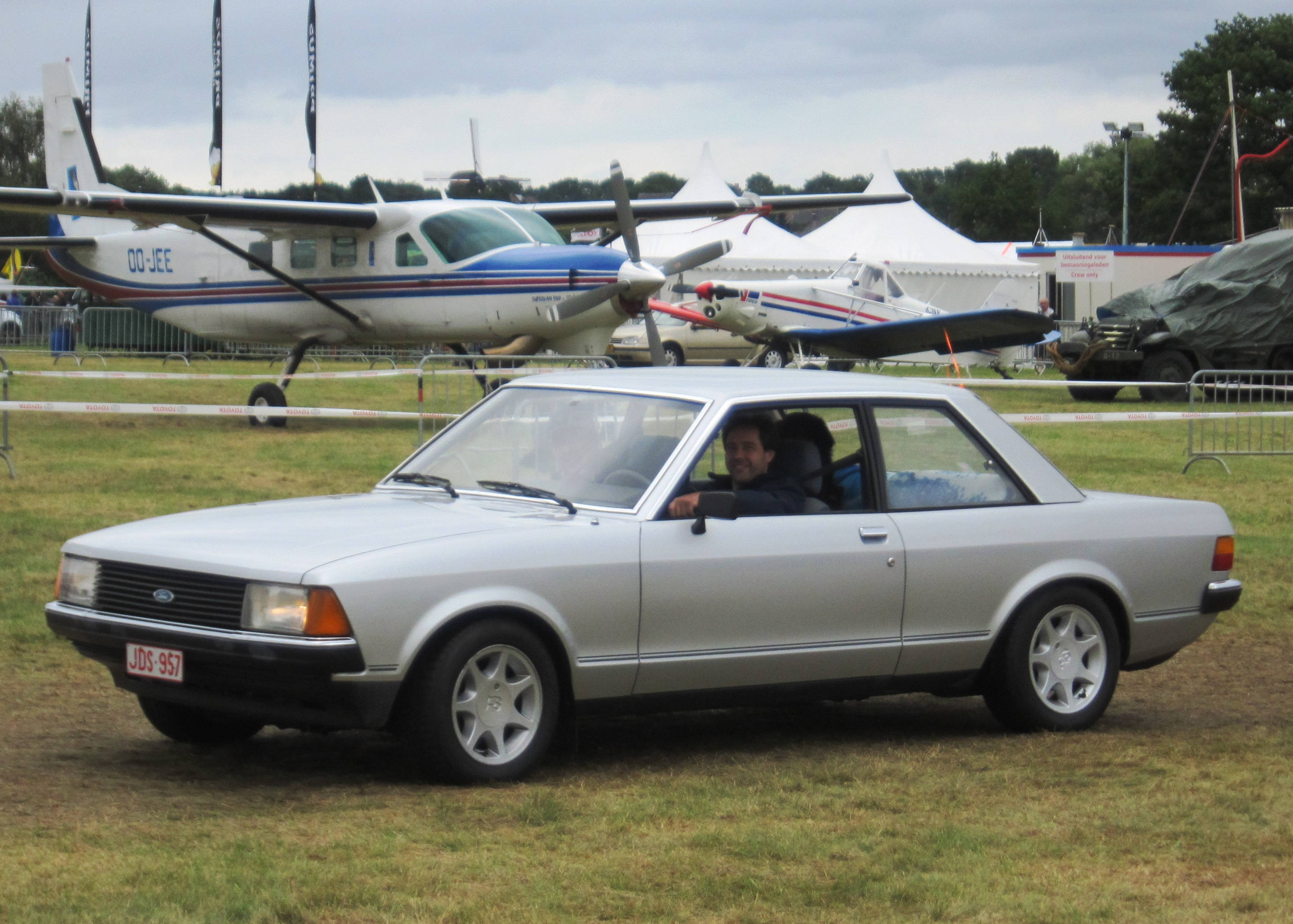
Ford Granada de dos puertas de 1980

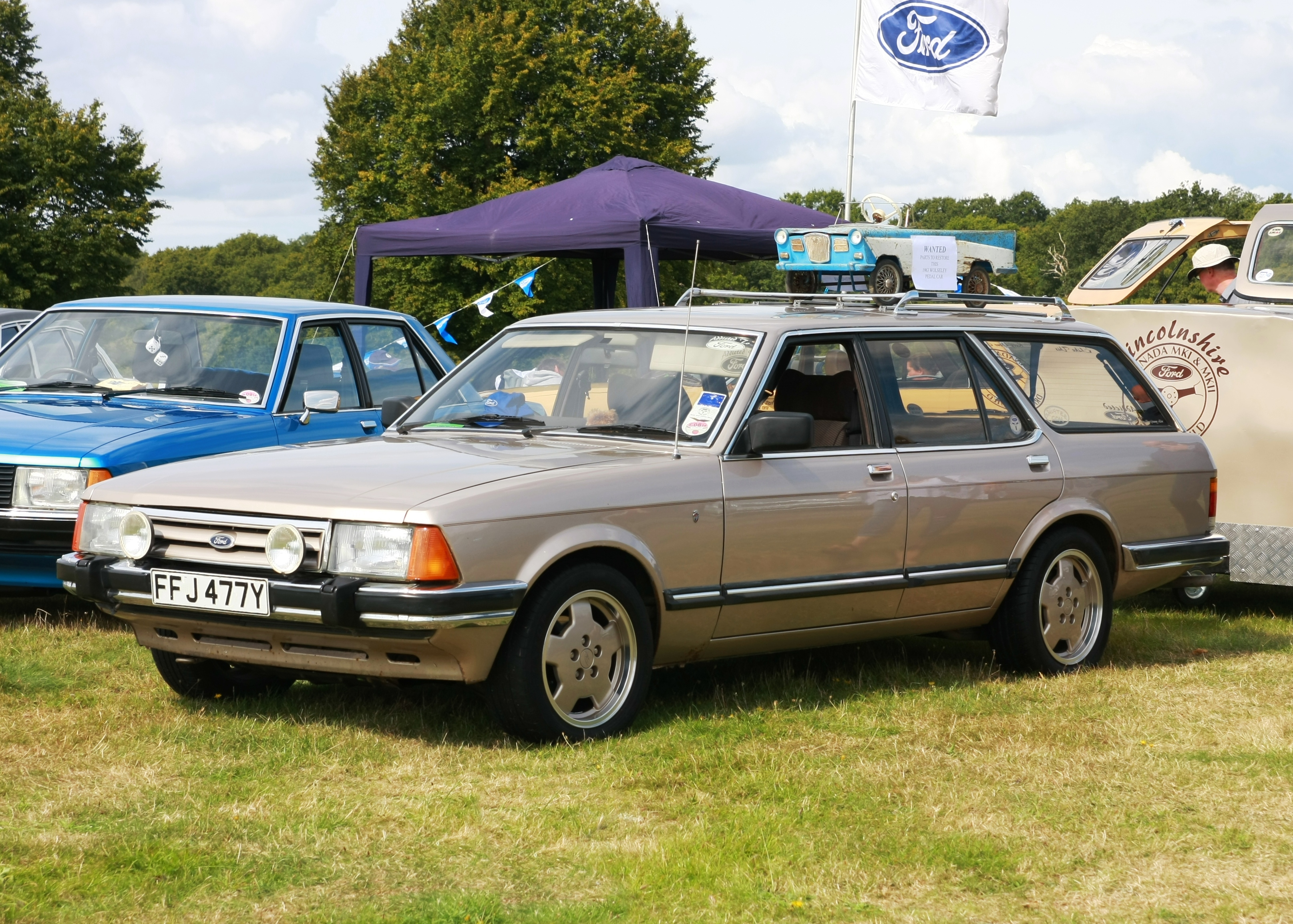
Ford Granada familiar de 1981: la segunda generación del familiar heredó de la primera generación el diseño de la parte posterior

El coupé dejó de fabricarse coincidiendo con el inicio de la fabricación del nuevo modelo, aunque existió una versión sedán de dos puertas en algunos mercados europeos. También se fabricó un reducido número de unidades con el motor diésel de cuatro cilindros Indenor, con cilindradas de 1.9, 2.1 y 2.5 litros. Inicialmente sólo estaban disponibles como sedanes de cuatro puertas (el posterior 2.5 también como familiar); la mayoría se destinó a taxistas y hoy quedan muy pocos. El de cilindrada más pequeña, el 1.9, resultaba escaso de potencia y no tardó en ser sustituido por el 2.1, algo más potente, el cual fue presentado como “Granada GLD” en marzo de 1979 en Ginebra. Esta versión fue sustituida en 1982 por el más capaz 2.5.
Las versiones 2.8 con inyección se ofrecieron inicialmente con un paquete “S” o el acabado GL. Ambas versiones fueron sustituidas en 1979 por el 2.8i GLS. Los modelos de inyección más antiguos son especialmente difíciles de encontrar hoy en día. El modelo 2.8i S fue inmortalizado gracias a su aparición en la serie de televisión “'The Sweeney'”.
La gama continuó madurando con el rediseño de 1981 al tiempo que se introdujeron dos nuevos modelos. En el Reino Unido se lanzó una versión deportiva denominada Granada 2.8 Injection, equipada con llantas de aleación blancas y neumáticos Michelin TRX, suspensiones mejoradas, interior deportivo Recaro, faldón delantero y alerón sobre la tapa del maletero, paragolpes pintados en el color de la carrocería, faros antiniebla delanteros y marcos de las ventanillas en color negro. Este modelo empleaba el motor 2.8i de inyección procedente de la gama Ghia del Reino Unido. Hacia el final de su producción, la introducción en el Reino Unido del equipamiento LX asociado a los motores 2.0 y 2.3, en versiones sedán y familiar, proporcionó especificaciones algo superiores que la versión “básica” L. Asimismo, se ofreció brevemente el acabado GL en modelos con el motor 2.0 y el acabado Ghia asociado al motor 2.3. Se trataba de versiones bastante singulares. En las últimas etapas de fabricación del modelo se asoció también el acabado Ghia a un motor diésel, con la incorporación del 2.5 D Ghia.
Como oferta exclusiva de Ford of Britain se lanzó una edición del Ghia X denominada “Ford Granada Ghia X Executive”, cuyo equipamiento de serie incluía elementos de lujo como la tapicería de piel Connolly de alta calidad, que hasta ese momento había sido opcional. Otros refinamientos, como el techo solar eléctrico deslizante y abatible, la apertura eléctrica de la tapa del maletero en las versiones sedán, la regulación eléctrica de los asientos, la calefacción en los asientos, la computadora de viaje y el aire acondicionado, situaban al Granada Ghia X por encima de muchos coches de categoría y precio similares disponibles en el Reino Unido a principios de la década de 1980. También existió una edición especial “Taxi”, disponible sólo en color negro, que incluía un “botón del pánico” junto a los pedales, el cual era accionado con el pie y activaba el sistema de alarma. Además de estos modelos, la gama se completaba con las versiones de carrocería familiar, las cuales se escalonaban igual que los sedanes, incluyendo la versión Ghia X, pero no la Ghia X Executive.
La gama completa estaba configurada de la siguiente manera:
1977-81
2.0 L,
2.1 D,
2.3 L,
2.3 GL,
2.5 D L,
2.8 GL,
2.8 Ghia,
2.8i S,
2.8i GL,
2.8i GLS,
2.8i Ghia.
1981-1985
2.0 L,
2.0 LX,
2.0 GL,
2.3 L,
2.3 LX,
2.3 GL,
2.3 Ghia,
2.5 D L,
2.5 D Ghia,
2.8 GL,
2.8 Ghia,
2.8 Ghia X,
2.8i Ghia,
2.8i Ghia X,
2.8i Ghia X Executive,
2.8 Injection.

### Modelos especiales
Ford subcontrató el montaje de vehículos a Hyundai Motor Company en Corea del Sur para comercializarlos en aquel mercado, donde continuaron vendiéndose desde octubre de 1978 hasta 1986, cuando fueron sustituidos por el Hyundai Grandeur y no por modelos europeos de Ford como el Sierra o el Escort. La producción cesó en diciembre de 1985, tras haber fabricado 4.753 unidades. Se montó inicialmente un motor V6 de 2 litros com un carburador doble venturi Solex, pero a partir de 1980 estuvo disponible también el más económico 4 cilindros de 2 litros. Entre los competidores del Granada estaban el Saehan Rekord y el Peugeot 604, importados por Kia Motors. Chung Mong-pil, el primogénito del fundador de Hyundai Chung Ju-yung, murió en un accidente de tráfico a bordo de un Granada.
Además, hubo carroceros que ofrecieron coches fúnebres, así como una serie de limusinas de cuatro puertas fabricadas por Coleman Milne, que incluían una versión prolongada 15 cm, denominada “Minster”, además de la “Dorchester” y la más equipada “Grosvenor”, 68 cm más largas. En otoño de 1982 se ofreció una versión familiar de la Dorchester con puertas traseras alargadas, denominada “Windsor”.

## Caso Ford en España
A finales de los 70, el mercado español de automóviles no estaba liberalizado, y los modelos fabricados fuera de España que se quisieran vender en territorio nacional debían ser autorizados por el ministerio de Comercio y sufrían un sobrecoste respecto a los de fabricación española por los aranceles de importación. En aquellos momentos Ford sólo fabricaba y vendía en España el Fiesta, y deseando ampliar la gama a la venta, en 1979 obtuvo autorización del ministerio para importar el Ford Granada desde Alemania.
A pesar de los aranceles, el precio de venta al público era similar al que tenía en Alemania (dónde no estaba sujeto a aranceles). Al año siguiente Ford consiguió autorización para importar también el Taunus, y fue denunciada por el resto de fabricantes nacionales (SEAT, FASA-Renault, Barreiros-Chrysler y Citroën) por supuestamente vender por debajo de coste o estar falseando el coste de fabricación para pagar menos aranceles y hacer competencia ilegal a modelos similares fabricados en España como el Citroën CX o el SEAT 132.
El ministerio de Comercio suspendió la autorización de importación del Granada y el Taunus mientras estudiaba el caso, y finalmente determinó que no se estaban vendiendo por debajo de coste, sino que Ford no estaba obteniendo ningún beneficio por la venta por motivos comerciales. Ford iba a comenzar a vender el Ford Escort de fabricación española en pocos meses, y además se preveía que quedaba poco para la liberalización de mercado de automóviles y la supresión de los aranceles por la próxima incorporación de España a la Comunidad Económica Europea.
Aun así, ya que las autorizaciones de importación de modelos extranjeros la daba discrecionalmente el ministerio, Ford negoció reducir el número de unidades importadas y subir el precio de venta del Granada un 13% y del Taunus un 15% para conseguir de nuevo la autorización de importación de ambos modelos.